# Université du Maryland
L’université du Maryland, officiellement l'université du Maryland à College Park (en anglais, University of Maryland, College Park) est une université américaine située à College Park (Maryland), dans la banlieue de Washington. Il s'agit du porte-drapeau du système universitaire de l'État du Maryland. Ce système comprend d'autres institutions comme l'université du Maryland, comté de Baltimore, située à Catonsville dans la périphérie proche de Baltimore.

## Histoire
Fondée en 1856, elle compte actuellement trente-six mille étudiants, approximativement. L'université du Maryland est donc la plus grosse université de l'État mais aussi de l'agglomération de Washington.
La proximité de l'université avec la capitale des États-Unis a conduit à d'importants partenariats avec le gouvernement fédéral, ce qui se traduit par des financements de recherches octroyés par plusieurs agences nationales telles que le NIH (National Institutes of Health), la NASA (National Aeronautics and Space Administration), le département de la Sécurité intérieure (Department of Homeland Security), ou le NIST (National Institute of Standards and Technology).

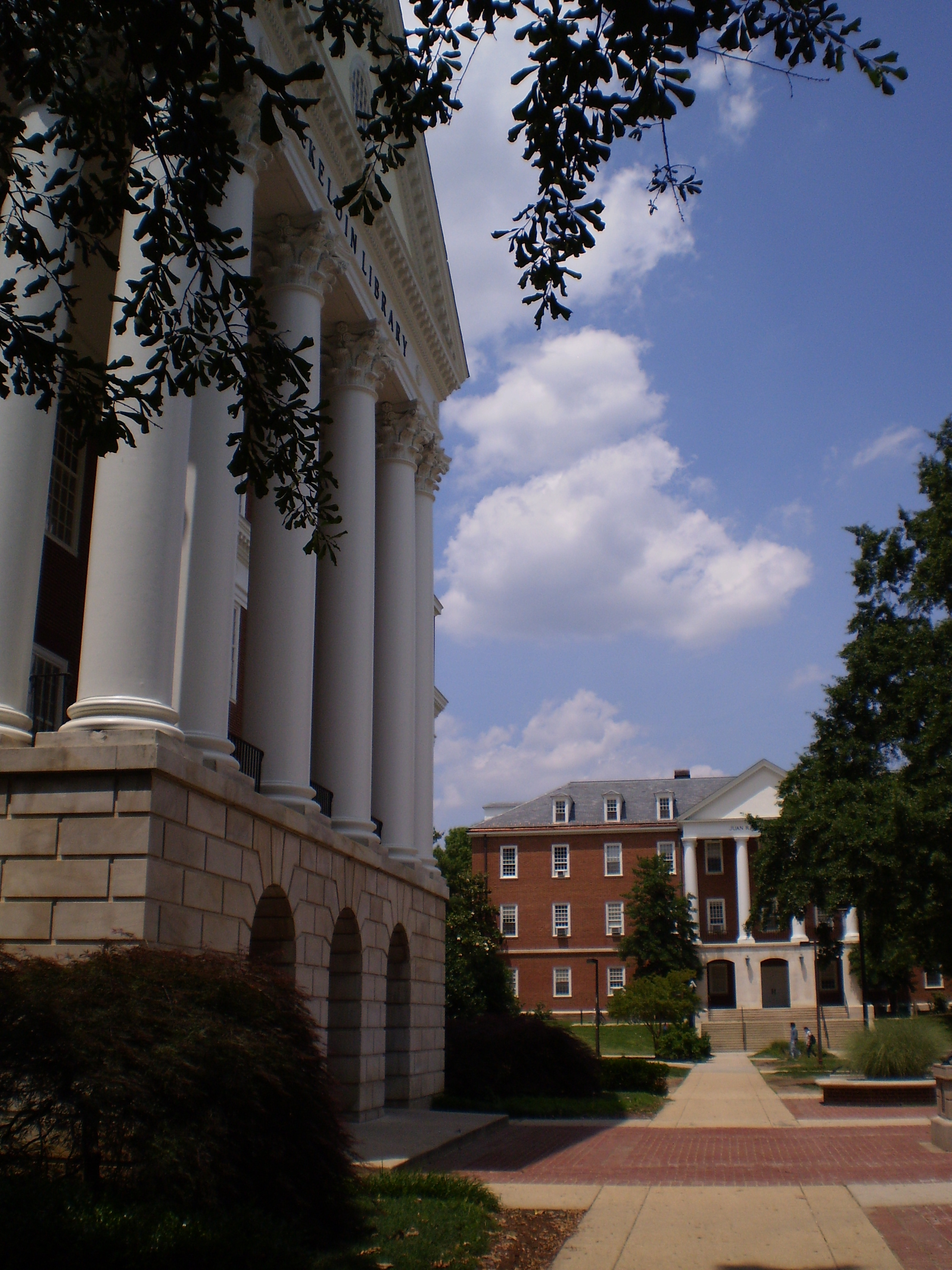
La bibliothèque McKeldin et Jiménez Hall, au centre du campus.

Le budget de l'université du Maryland à College Park a été estimé à 1,531 milliard $ pour l'année fiscale 2009. À la fin du mois d'octobre 2009, la campagne Great Expectations de l'université avait récolté 664 millions $ de dons privés.
Le classement académique des universités mondiales réalisé par l'université Jiao Tong de Shanghai classe l'université du Maryland à College Park à la 36e position. Le journal Newsweek la classe 45e des universités globales. Webometrics la classe 18e. Le journal Times Higher Education la classe 79e dans le monde en 2007.

## Sport
Dans le domaine sportif, les Terrapins du Maryland défendent les couleurs de l’université du Maryland.

## Personnalités liées à l'université

### Professeurs
- Marjorie Perloff (née Gabriele Mintz), philosophe, critique d'art, essayiste et universitaire américaine
- Catherine Nakalembe, géographe spécialiste de télédétection.
- Elisabeth Gantt, botaniste
- Sandra Cerrai, professeur de mathématiques

### Étudiants
Susie Wile, première femme et cheffe du cabinet de la maison-blanche sous le seconde de Donald Trump
- Tim Sweeney, programmeur
- Jalloul Ayed, banquier et ministre tunisien
- Doreen Baingana, femme de lettres ougandaise
- Oula A. Alrifai, militante pour la démocratie
- Giuliana Rancic, actrice, présentatrice
- Sergey Brin, cofondateur de Google
- C. Dianne Martin, informaticienne
- Judith A. Resnik, astronaute
- Jim Henson, marionnettiste
- Philip Perlman (1890-1960), avocat général des États-Unis.
- Ronni Moffitt, militante politique
- Aziza Baccouche, physicienne spécialiste des baryons lourds
- Seema Verma, conseillère politique américaine spécialiste de la politique de santé.
- Wale Ayeni, entrepreneur nigérian.

## Honneur
L'astéroïde (16405) Testudo porte le nom de Testudo (en), la mascotte de l'université. L'astéroïde (19774) Diamondback est également nommé d'après la mascotte ainsi que d'après The Diamondback (en), le journal des étudiants de l'université. La mascotte Testudo est en effet une tortue de l'espèce Malaclemys terrapin, appelée « diamondback terrapin » en anglais.